# Эохайд II
Эохайд II Крючконосый (Эохайд мак Домангайрт; гэльск. Eochaid Riannamail, Eochaid mac Domangairt; погиб в 697) — король гэльского королевства Дал Риада в 697 году.

## Биография
Эохайд II был сыном короля Дал Риады Домангарта II. В 697 году, после смерти короля Ферхара II, Эохайд сам стал правителем Дал Риады. «Песнь скоттов» характеризует Эохайда II как очень храброго короля. В 697 году он погиб в битве и новым королём стал сын его предшественника на престоле Эйнбкеллах.
Некоторые историки считают, что его эпитет — «Крючконосый» (Riannamail) — является неверным прочтением имени Фианнамайл. Таким образом, предполагается, что он и король Дал Риады Фианнамайл — это одно и то же лицо.
Один из сыновей Эохайда II, также Эохайд, впоследствии сам взошёл на престол Дал Риады.